# Letzigrund
Das Stadion Letzigrund ist ein Zürcher Fussball- und Leichtathletikstadion. Es ist das Heimstadion des FC Zürich, Grasshopper-Club Zürich und  LC Zürich. Es ist Austragungsort von Weltklasse Zürich, einem der weltweit wichtigsten Leichtathletik-Meetings im Rahmen der Diamond League. Regelmässig wird es zudem für grosse Open-Air-Konzerte genutzt.
Das erste Letzigrund-Stadion wurde von Mitgliedern des FC Zürich erbaut, 1925 eröffnet und 2006 abgerissen. Der am 30. August 2007 eröffnete Neubau war während der Fussball-Europameisterschaft 2008 Austragungsort von drei Gruppenspielen. Das Stadion ist zudem auch ein Spielort für die Fussball-Europameisterschaft der Frauen 2025.

## Lage
Das Stadion liegt im Westen von Zürich im Quartier Altstetten, rund drei Kilometer vom Stadtzentrum entfernt. Das flache Gebiet wurde im Mittelalter von einer Letzi durchzogen.
Eine Haltestelle der Tramlinie 2 der Verkehrsbetriebe Zürich direkt vor dem Eingang im Südosten ist nach dem Stadion benannt. Bei Grossanlässen verkehren Extratrams zwischen Stadion und Hauptbahnhof. Etwas mehr als ein Kilometer entfernt ist die S-Bahn-Haltestelle Hardbrücke. Sonderzüge mit auswärtigen Fussballfans halten meist am etwas weiter entfernten Bahnhof Zürich Altstetten.

## Neues Letzigrund-Stadion

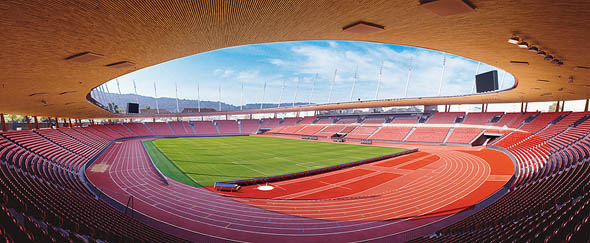
Das neue Letzigrund-Stadion

### Planung und Architektur
1997 wurde ein Grundsatzentscheid für den Ausbau des Stadions Letzigrund getroffen. Im April 2004 wählte eine Jury den Architekturvorschlag «Corculum Impressum» der Bétrix & Consolascio Architekten BSA / Frei & Ehrensperger Architekten BSA zum Siegerprojekt.
Der neue Letzigrund ist teilweise in den Boden gebaut, was zu einer verhältnismässig niedrigen Dachhöhe führt und dazu, dass das Stadion sprichwörtlich gut in das Quartier eingebettet ist. Eine gedeckte Rampe führt zum höchsten Punkt der Arena, wo sich ein Restaurant mit Überblick auf den Rasen und die Laufbahn befindet. Dieser Teil des Stadions ist, ausser natürlich bei Spielbetrieb, öffentlich zugänglich. Ein auffallendes Merkmal des neuen Letzigrunds sind die 31 Scheinwerfer, die dem Stadion den Übernamen «Geburtstagstorte» eingebracht haben. Das auf lediglich 31 Stützenpaaren ruhende ovale Dach erweckt den Eindruck, es schwebe über der Tribüne.
Eigentümerin und Bauherrin ist die Stadt Zürich (vertreten durch das Hochbaudepartement). Die Stadt betreibt auch das Stadion durch das Sportamt Zürich.
| Zuschauerkapazitäten des neuen Letzigrunds | Zuschauerkapazitäten des neuen Letzigrunds |
| ------------------------------------------ | ------------------------------------------ |
| Leichtathletik                             | 25'773 Zuschauer                           |
| Fussball Super League                      | 26'104 Zuschauer                           |
| Fussball International                     | 24'061 Zuschauer                           |
| Fussball-EM 2008                           | 30'930 Zuschauer                           |
| Konzerte (mit Innenraum)                   | 50'044 Zuschauer                           |

### Infrastruktur
Neben dem Stadion mit circa 26'000 Plätzen (siehe oben) gibt es einen Rasenplatz, eine Sauna und einen Whirlpool (nur für die Heimmannschaften). Unterirdisch gibt es eine Trainingsbahn (100 m mit Sandkasten für Weitsprung), eine Garage mit 200 Parkplätzen, einen Fitnessraum und eine Turnhalle. Zahlreiche Einbauten zur Erhöhung von Sicherheit für Zuschauer sind vorhanden.

### Neubau

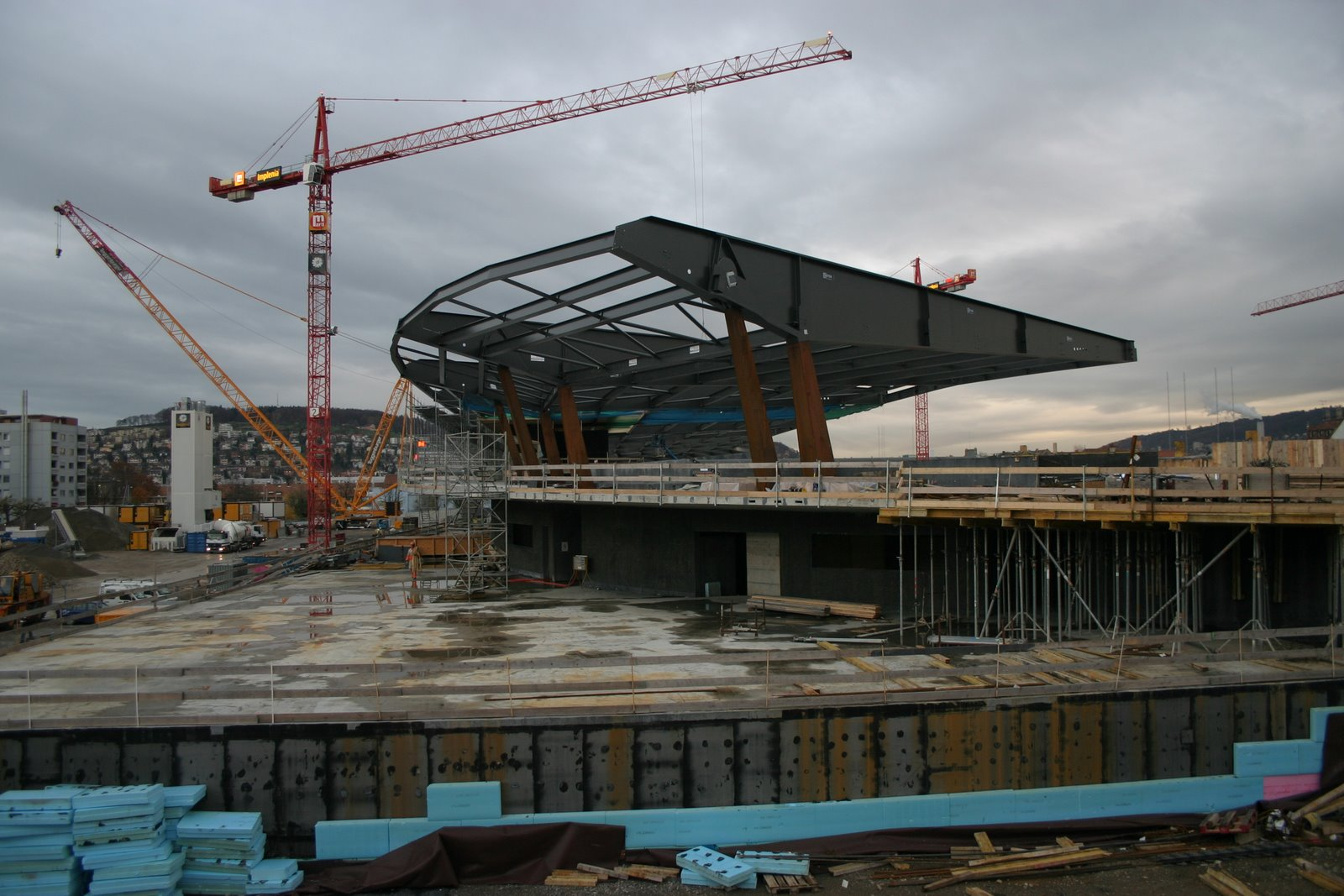
Bauarbeiten im November 2006

Am 16. Dezember 2002 wurde der Projektwettbewerb eröffnet, der Siegerentwurf wurde am 3. Mai 2004 präsentiert. Am 5. Juni 2005 billigte das Zürcher Stimmvolk sowohl den Baukredit von 110 Millionen CHF als auch einen Zusatzkredit von 11 Millionen CHF, um das Stadion EM-tauglich zu machen.
Der Spatenstich zum neuen Letzigrund erfolgte am 15. November 2005. Der Öffentlichkeit wurde am Tag der offenen Tür (21. August 2006) die Möglichkeit gegeben, ein Souvenir vom alten Letzigrund zu ergattern (Stühle, Rasen, Tartanbahn usw.). Einen Tag später begann der Abbruch des alten Stadions, er war Ende 2006 abgeschlossen. Am 30. August 2007 erfolgte die offizielle Einweihung des Neubaus. Am 7. September 2007 fand mit dem Leichtathletik-Meeting 2007 vor 26'500 Zuschauern der erste Sportanlass im neuen Stadion statt.
Die Kosten des Neubaus betrugen 110 Millionen Schweizer Franken. 2018 hat ein Gericht die Entscheidung getroffen, dass Implenia für die Mehrkosten von rund 23 Millionen Franken aufkommen muss.

### Bauschäden am Dach

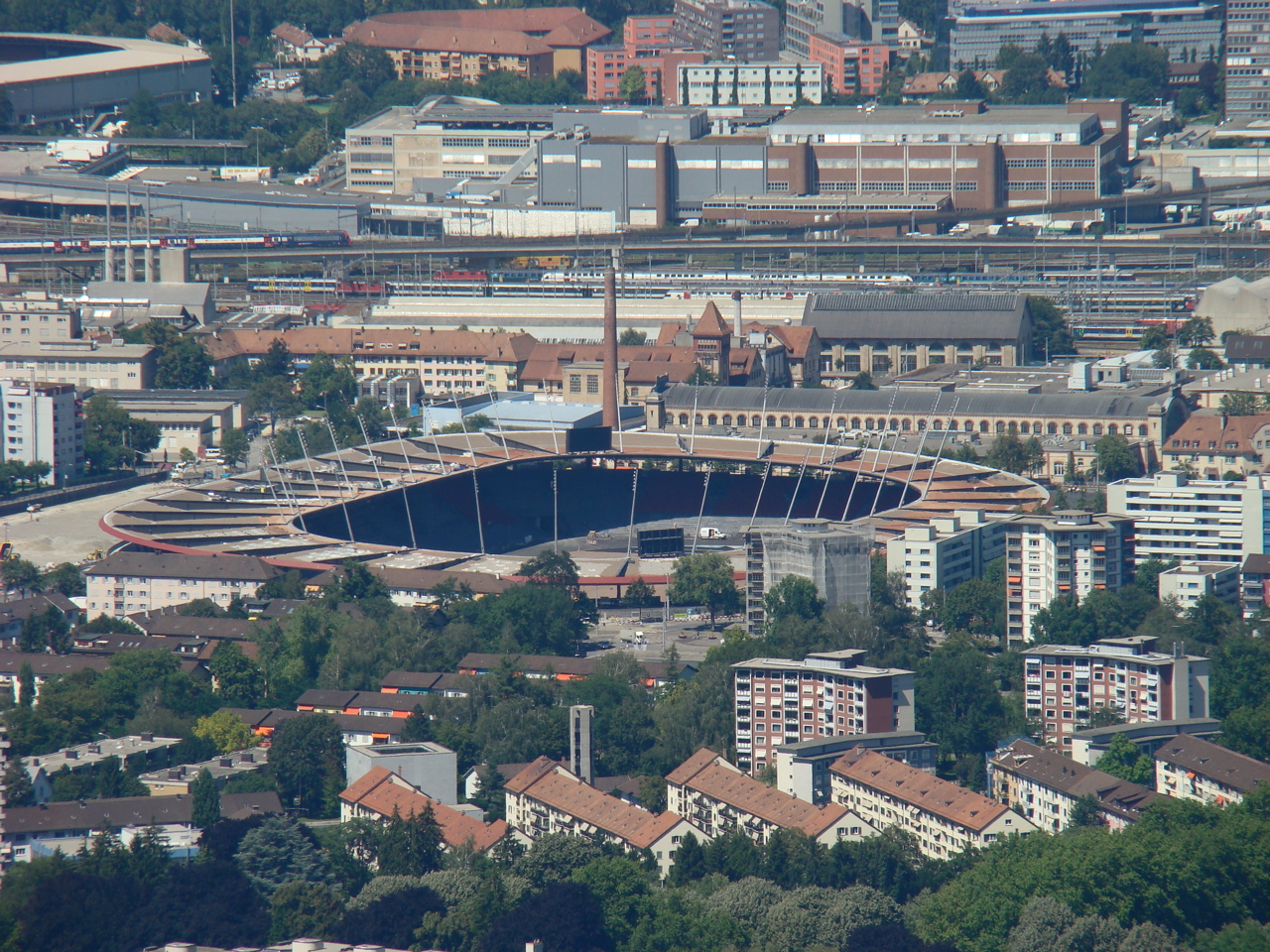
Der neue Letzigrund im Bau

Im Februar 2010 wurde ein Riss im Dach festgestellt und das Stadion deshalb vorsorglich bis zum 1. März 2010 gesperrt. Ursache und mögliche Reparaturen wurden in der Folge untersucht – es war eine lange Schliessung des Stadions zu befürchten. Es konnte jedoch am 7. März mit der Partie FC Zürich gegen Luzern bereits wieder freigegeben werden, nachdem 31 provisorische Stützpfeiler an den Dachträgern installiert worden waren, welche die Stabilität des Daches gewährleisteten. Die Untersuchungen hatten weitere Baumängel wie Rost zu Tage gefördert. Weil die Pfeiler die Sicht auf das Spielfeld teils erheblich beeinträchtigten, waren sie beim Publikum nicht beliebt. Die Pfeiler wurden per Saisonstart am 17. Juli 2010 entfernt, nachdem das Dach fertig saniert worden war. Das Zürcher Obergericht bestätigte 2019 das Urteil des Bezirksgerichts, dass Implenia für die festgestellten Baumängel sowie die getroffenen Massnahmen verantwortlich ist und somit die entstandenen Kosten tragen muss.

### Sonstige Ausstattung
Das Letzi-Mobil ist ein im Stadion eingesetzter offener Krankentransporter für eine Person. Es handelt sich dabei um ein in der Schweiz angepasstes Elektro-Fahrzeug des italienischen Herstellers alkè. Ausser einem Fahrer befindet sich dahinter angeordnet noch ein Sitzplatz (Rücken/Rücken; zum Beispiel für Arzt oder Sanitäter). Diese selbst fahrende Krankentrage erlaubt den schonenden Abtransport zum Beispiel eines Fussballspielers bis zum regulären Krankenwagen und die Behandlung des bereits auf der seitlich angebrachten Trage liegenden Sportlers vor und während des Transports. Das Spielfeld selbst kann dadurch möglicherweise schneller freigegeben werden. Besetzt wird es mit dem jeweils diensthabenden Rettungsdienstpersonal.

### Geplante Erweiterung mit Leichtathletikhalle
Im März 2025 wurde bekannt gegeben, dass der LC Zürich beabsichtige, im Nordwesten des Letzigrund-Areals eine Leichtathletikhalle zu bauen. Die Stadt Zürich gab bekannt, dass sie beabsichtige, dieses Projekt mit Investitions- und Betriebsbeiträgen so wie einem ermässigten Baurechtszins zu unterstützen.

## Altes Letzigrund-Stadion (1925–2006)

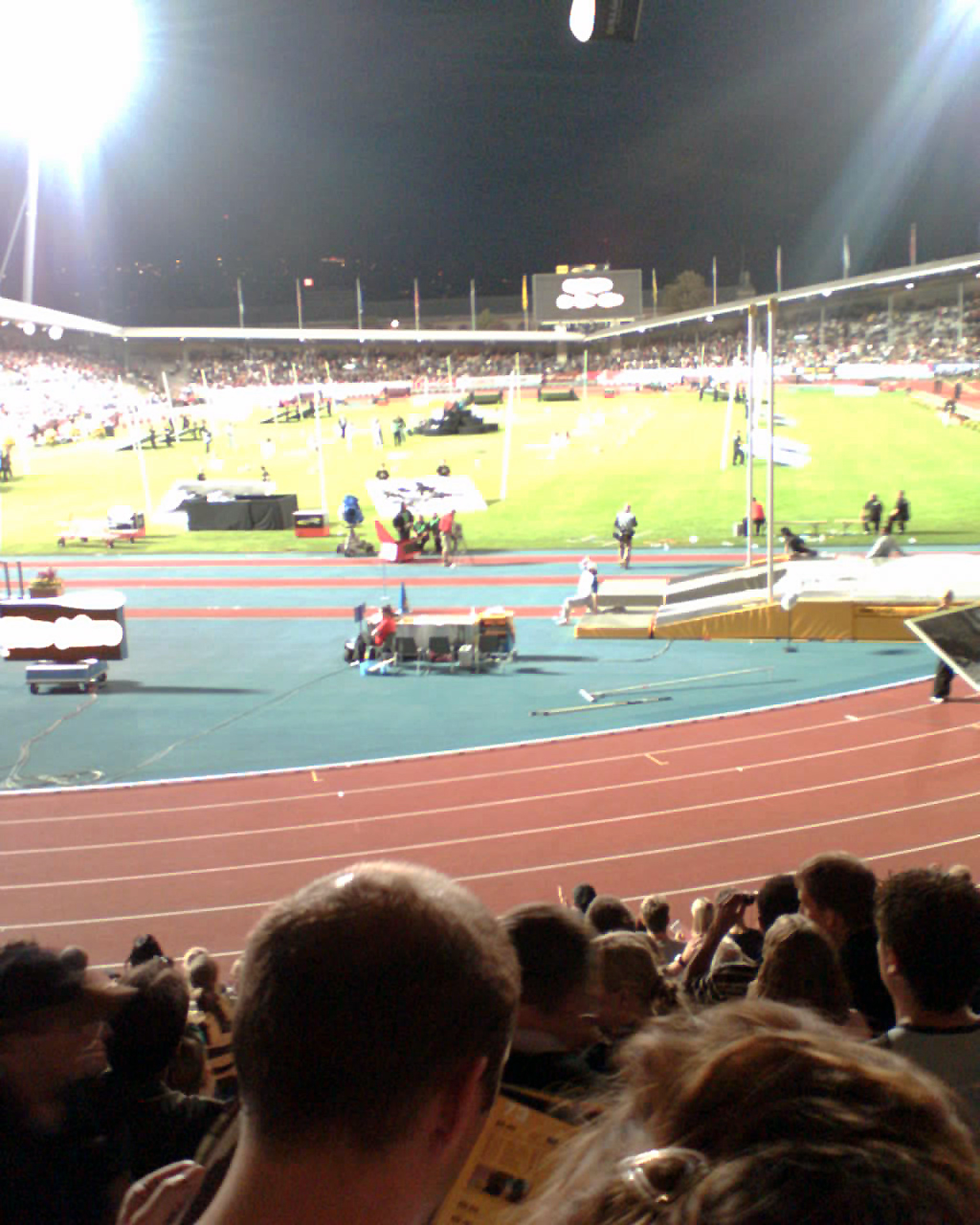
Abschiedsfeierlichkeiten vom alten Letzigrund-Stadion am Schluss von Weltklasse Zürich 2006 wenige Tage vor dem Abriss

### Geschichte
Am 22. November 1925 wurde der Sportplatz Letzigrund eröffnet. Erbaut wurde er von den Mitgliedern des FC Zürich, damals noch ein polysportiver Verein. Von nun an liess der Schweizerische Fussballverband die Spiele der Nationalmannschaft im Letzigrund austragen, und auch der erste Cupfinal in der Geschichte des Schweizer Fussballs fand 1926 im Letzigrund statt. Zu Beginn war der FC Zürich der Eigner des Stadions, doch die wirtschaftlich schlechten Bedingungen der 1930er Jahre zwangen den Verein im Winter 1936/37, das Stadion an die Stadt Zürich abzutreten. Die Sektionen Leichtathletik, Hockey, Boxen und Rudern machten sich darauf selbstständig. Während seines Bestehens wurde der Letzigrund mehrmals um- und ausgebaut: 10 Jahre nach der Eröffnung musste die gesamte Anlage renoviert werden. 1958 nahm man eine grosse Haupttribüne in Betrieb. Im Jahre 1973 wurden die beiden Kopftribünen renoviert und überdacht sowie eine Beleuchtung installiert. Elf Jahre später wurde auch die Osttribüne bestuhlt. 1996 fand im Letzigrund zum ersten Mal ein Open-Air-Konzert (Bon Jovi) statt.
Am 22. August 2006 schliesslich begann der Abbruch des alten Letzigrunds, um einem Neubau Platz zu machen. Der neue Letzigrund wurde am 30. August 2007 offiziell eingeweiht. Seit September 2007 ist das Stadion auch die Heimstätte des Grasshopper-Clubs.

### Infrastruktur
Das alte Stadion Letzigrund hatte ein Fassungsvermögen von 23'605 Plätzen, davon waren 12'000 gedeckte Stehplätze und 11'605 Sitzplätze (davon 9'167 gedeckt). Neben dem Hauptfeld (105 m × 68 m) und den Leichtathletikanlagen, die sich innerhalb des Stadions befanden, verfügte die Sportanlage Letzigrund noch über drei weitere Spielfelder (zwei Rasen und ein Kunstrasen) und einen kleineren Sandhartplatz. Ausserdem befanden sich innerhalb des Stadions eine Bar und ein Lokal. Im ersten Untergeschoss der Osttribüne befand sich für die Leichtathleten eine 100-m-Bahn (vier Bahnen). Auf dem Dach der Nordtribüne stand eine Matrix-2-Ton-Anzeigetafel mit einer Auflösung von 192 × 80 Glühlampen.

## Veranstaltungen

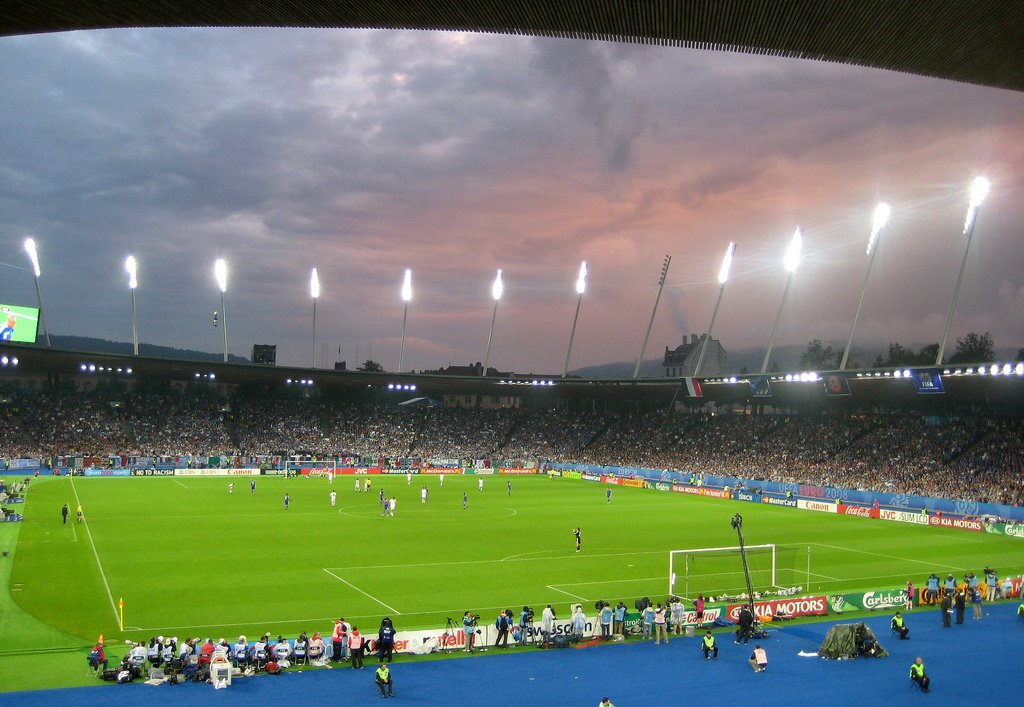
Der Letzigrund war einer der acht Austragungsorte der Euro 2008: Spiel Frankreich gegen Italien

Jährlich findet im Letzigrund das hochklassige Leichtathletik-Meeting Weltklasse Zürich statt, das seit 2010 zur Diamond League gehört. Das Zürcher Stadion war einer der Austragungsorte der Fussball-Europameisterschaft 2008 in Österreich und der Schweiz. Im August 2014 wurden die 22. Leichtathletik-Europameisterschaften im Letzigrund ausgerichtet.
Das Stadion ist auch ein Spielort für die Fußball-Europameisterschaft der Frauen 2025.